# Gustavo Souto
Gustavo Souto (nascido em 19 de abril de 1983 na Espanha) é um jogador de futebol espanhol aposentado que agora trabalha como consultor financeiro em seu país de origem.

## Carreira
Souto iniciou sua carreira sênior no CD Choco. Em 2012, ele jogou pelo Kairat na Liga Premier do Cazaquistão, onde fez nove jogos pela liga e marcou dois gols. Depois disso, ele jogou pelo clube da Nova Zelândia Auckland City e pelos clubes espanhóis Ourense CF, Alondras CF e Rápido de Bouzas antes de se aposentar em 2016.